# Hershkovitzia inaequalis
Hershkovitzia inaequalis är en tvåvingeart som beskrevs av Theodor 1967. Hershkovitzia inaequalis ingår i släktet Hershkovitzia och familjen lusflugor.
Artens utbredningsområde är Peru. Inga underarter finns listade i Catalogue of Life.